# Celestino Rodrigo
Celestino Rodrigo (Buenos Aires, 19 de mayo de 1915 - Mar del Plata, 13 de diciembre de 1987) fue un ingeniero y político argentino, que ejerció el cargo de ministro de Economía de la Argentina durante el gobierno de María Estela Martínez de Perón. Es especialmente recordado por haber aplicado una política de fuerte ajuste, llamada popularmente el Rodrigazo: una devaluación del 60% del valor de la moneda y un aumento brusco de los precios de los combustibles y la energía. Fue obligado a renunciar, envuelto en una crisis política.

## Biografía

### Primeros años y carrera
Estudió en el Colegio Nacional de Buenos Aires y se recibió de ingeniero en la Universidad de Buenos Aires. En su juventud colaboró con el general Manuel Savio en el desarrollo de la siderurgia estatal. Durante la presidencia de Juan Domingo Perón trabajó en el Banco Nacional de Desarrollo.
Ejerció como docente universitario y director de empresas industriales y mineras.
Durante la tercera presidencia de Juan Domingo Perón, y la de su viuda, María Estela Martínez, fue gestor de varios proyectos de alianza petrolera con Libia y de una Cruzada de la Solidaridad que devino escándalo público; esas actividades lo pusieron en contacto con el Ministro de Bienestar Social y Salud Pública, José López Rega, considerado el dirigente político de más peso en el gobierno de Martínez de Perón.

### Ministro de Economía
Tras el fracaso de la política económica del ministro Alfredo Gómez Morales, signado por un aumento apresurado de la inflación, causado por el aumento de los salarios, no acompañados por el de la inversión productiva, fue nombrado ministro de Economía el 2 de junio de 1975. Su asunción estuvo signada por la curiosidad de que viajó hasta la Casa Rosada en subte, para que la foto saliera publicada en la prensa.
Al día siguiente anunció una nueva política económica, terminando su presentación con las siguientes palabras: 

«Mañana me matan o mañana empezamos a hacer las cosas bien.»

Ese mismo día anunció un aumento de las tarifas de los pasajes aéreos de la empresa estatal Aerolíneas Argentinas. Muchos pasajeros quedaron varados en los aeropuertos, ya que se pretendía cobrarles al embarcar el aumento de pasajes que ya habían sido pagados.
El 4 de junio anunció las medidas económicas a implementar, que serían conocidas popularmente como el Rodrigazo. Incluía medidas tales como la devaluación de más de un 150 % del peso en relación con el dólar comercial, un aumento promedio del 100% en el precio de todos los servicios públicos y transporte y una suba de hasta un 180 % de los combustibles. Como contrapartida, anunció un aumento del 45 % de los salarios.
Para justificar las medidas adoptadas, Rodrigo enunció una serie de postulados contrarios al consumismo, pidiendo a todos los argentinos que disminuyeran sus gastos, especialmente de artículos suntuarios e importados. Esa misma noche, en un comunicado al país, declaró:

”Las sociedades de consumo que hoy lideran el mundo son el fracaso de lo que deben ser. Como el dinero no tiene valor se compran cosas no imprescindibles, no necesarias.”

También definió como los grandes enemigos de la Argentina a la guerrilla y la especulación.
Los sindicatos nucleados en la CGT rechazaron las medidas y declararon el primer paro general que se hiciera contra un gobierno peronista. La presión sindical lograría un aumento promedio de los salarios del 180 %, lo cual ―combinado con las medidas de Rodrigo― elevó la inflación a niveles nunca vistos en la Argentina.
Rodrigo renunció el 17 de julio. La crisis política era tan profunda, que durante más de una semana ni siquiera tuvo un reemplazante; el Ministro de Justicia Ernesto Corvalán Nanclares ejerció interinamente su cargo, hasta que fue nombrado Pedro José Bonanni. Poco después, López Rega era separado de su cargo, junto con la mayor parte de sus allegados.
La historiografía económica suele marcar al "Rodrigazo" como el comienzo de una serie de políticas económicas centradas en el "ajuste" y el "sinceramiento" de la economía, que en definitiva han terminado por perjudicar a los asalariados y a la producción, especialmente la industrial. En ese sentido, tanto los períodos de hiperinflación como las política económicas de Martínez de Hoz y de Cavallo habrían sido antecedidas por el Rodrigazo.

### Vida posterior
Después del golpe de Estado de marzo de 1976, Rodrigo fue arrestado, acusado entre otros cargos de malversación de fondos públicos. Fue liberado en 1980.
Falleció de un infarto en diciembre de 1987 en Mar del Plata.